# Rendufinho
Rendufinho é uma povoação portuguesa sede da Freguesia de Rendufinho do Município de Póvoa de Lanhoso, freguesia com 8,86 km² de área e 650 habitantes (censo de 2021), tendo, por isso, uma densidade populacional de 73,4 hab./km².

## Demografia
A população registada nos censos foi:
| Distribuição da População por Grupos Etários | Distribuição da População por Grupos Etários | Distribuição da População por Grupos Etários | Distribuição da População por Grupos Etários | Distribuição da População por Grupos Etários |
| -------------------------------------------- | -------------------------------------------- | -------------------------------------------- | -------------------------------------------- | -------------------------------------------- |
| Ano                                          | 0-14 Anos                                    | 15-24 Anos                                   | 25-64 Anos                                   | > 65 Anos                                    |
| 2001                                         | 144                                          | 135                                          | 340                                          | 129                                          |
| 2011                                         | 144                                          | 86                                           | 390                                          | 116                                          |
| 2021                                         | 77                                           | 97                                           | 347                                          | 129                                          |